# Калевала (Карелія)
Калевала (карел. Kalevala), до 1963 року — Ухта (фін. Uhtua) — міське поселення і адміністративний центр Калевальського району Республіки Карелія.

## Географія
Поселення розташоване на північному березі озера Середнє Куйто, у 550 км на північний захід від Петрозаводська, в 160 км на захід від залізничної станції міста Кем, з якою поселення пов'язане автомобільною дорогою.

## Історія
Перші письмові згадки про поселення в районі нинішньої Калевали датуються 1552–1553 роками. В районі нинішнього селища відомий фінський фольклорист Еліас Леннрот в XIX столітті записав багато рун, які увійшли до всесвітньо відомого карело-фінського поетичного епосу «Калевала».
До 1922 року населений пункт був адміністративним центром Ухтинської волості, потім — Ухтинського адміністративного району, з 1923 року — Ухтинського повіту.
У 1963 році селище Ухта отримало сучасну назву.

## Населення
| 1959 | 1970 | 1979 | 1989 | 2002 | 2010 | 2012 | 2013 | 2014 |
| ---- | ---- | ---- | ---- | ---- | ---- | ---- | ---- | ---- |
| 3494 | 4408 | 4834 | 5150 | 5578 | 4529 | 4409 | 4357 | 4166 |

## Транспорт
В даний час основним транспортом, що зв'язує селище з іншими населеними пунктами, є автомобільний транспорт. Автобусне сполучення діє з моменту спорудження дороги Кем-Ухта у 1928 році. Працює автостанція Калевала, селище пов'язане автобусним сполученням з Петрозаводськом, Кемі, Боровим.
Авіасполучення діяло з 1926 року (авіалінія Кем-Ухта) до середини 1990-х років, у даний час польоти не здійснюються.
Водне сполучення здійснювалося озером Середнє Куйто з початку 1920-х років пароплавами і моторними човнами, з моменту спорудження Куйтозерського каналу між Верхнім і Середнім Куйто в 1925 році до початку 1990-х років — до Вокнаволока, Луусалмі і Війниць.

## Освіта і культура
В селищі функціонують 5 дитячих дошкільних установ, 1 середня і 1 початкова школи, будинок творчості, 3 бібліотеки, одна з яких — дитяча, музична школа, будинок культури, дитячо-юнацька школа. Також в селищі розташований Калевальський краєзнавчий муніципальний музей. Він був відкритий в 1999 році в рамках святкування 150-річчя першого повного видання карело-фінського епосу «Калевала». В районному центрі працює Центр соціального обслуговування населення.
Своєрідним пам'ятником культури є сосна Леннрота. За переказами, під нею співали руни калевальці.
В Калевалі жили відомі співаки рун: М. І. Міхеєва, Т. А. Перттунен, М. М. Хотеєва, Е. І. Хямяляйнен.

## Релігія
Традиційні релігії — православ'я і лютеранство. У середині 1870-х років Ухта була одним із центрів релігійної групи протестантської спрямованості «Ушковайзет». Нині діє прихід Петропавлівського храму п. Калевала Костомукшської Єпархії РПЦ, утворений в 1998 році, і лютеранський прихід, утворений в 1999 році.

## Відомі жителі
В селищі Калевала народився Едуард «Редт» Старков — лідер і засновник рок-гурту «Химера».